# Charles R. Keeran
Charles R. Keeran, född 16 april 1883, död 9 juni 1948, var en uppfinnare från den amerikanska delstaten Illinois som uppfann den mekaniska blyertspennan, stiftpennan, omkring 1914.